# Blockkette
Eine Blockkette ist eine Kette, die aus gebohrten Metallblöcken und Außenlaschen besteht, die mit Stiften zusammengesteckt sind. Sie weist jeweils eine kurze Teilung (Block) und eine lange Teilung (Außenlaschen) auf. Blockketten haben ein relativ hohes Gewicht und hohen Zahnflankenverschleiß, sind aber wegen der Steifigkeit (verwindungssteif) in vielen Bereichen unverzichtbar.
Blockketten werden oft als Zugketten in Fördermaschinen zum schonenden Fördern von überwiegend staubförmigem oder feinkörnigem Schüttgut verwendet. Aufgrund des Aufbaus dieses Kettentyps ist die Förderleistung nicht sehr hoch, die Lebensdauer aber wegen der konstruktionsbedingt niedrigen Kettengeschwindigkeit sehr hoch.

## Unterschied zur Rollenkette
Bei der Blockkette sind massive Blöcke mit Laschen verbunden.  Bei der Rollenkette sind dagegen Bolzen (Rollen) mit Laschen (abwechselnd Innen- und Außenlaschen) verbunden.  Bei gleichem Bolzenabstand ist bei der Rollenkette der halbe Ritzelabstand im Vergleich zur Blockkette erforderlich.

## Fahrrad

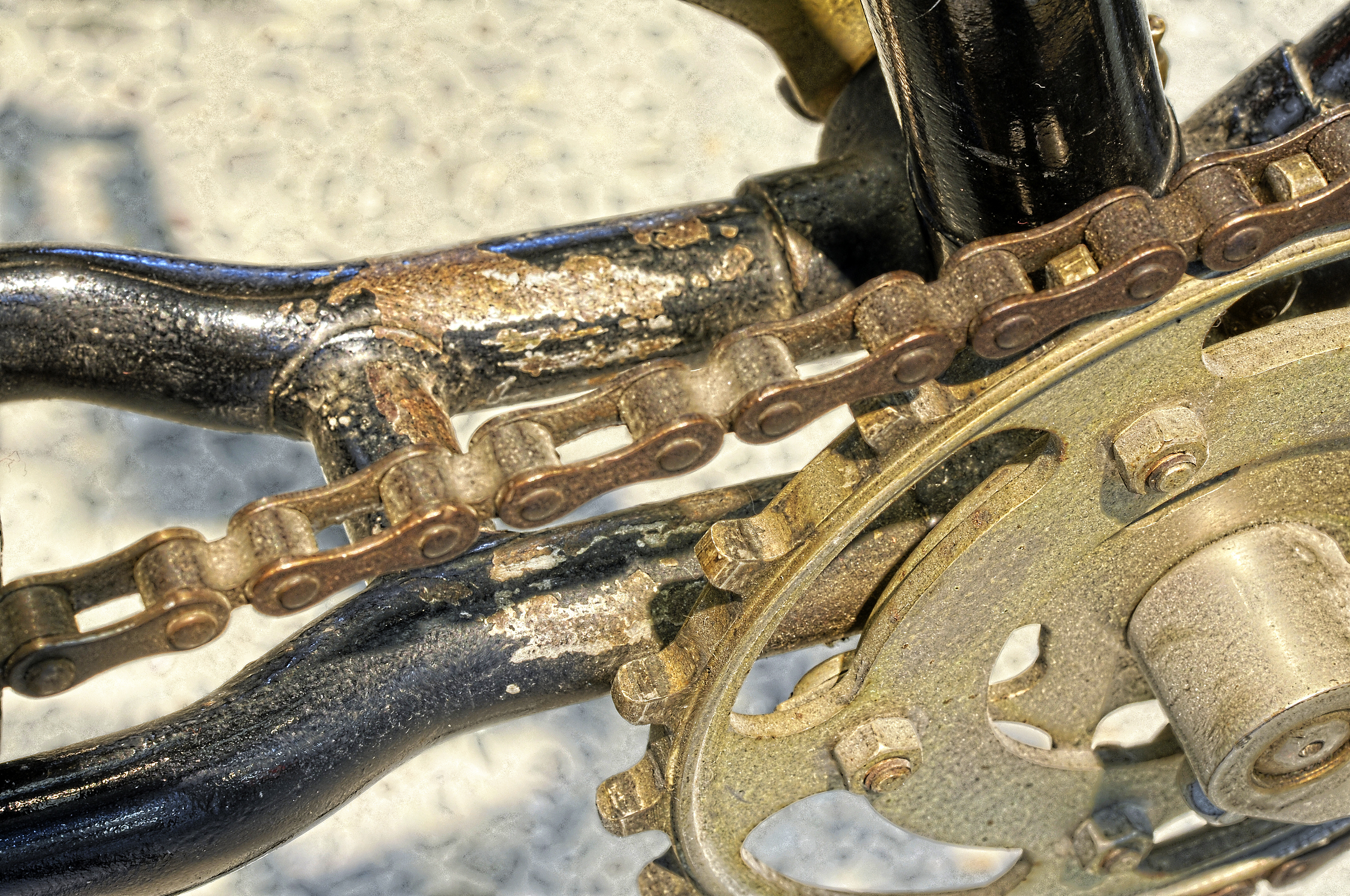
Blockkette an einem Fahrrad von Laurin & Klement, ausgestellt im Škoda Muzeum

Bei Fahrrädern mit Diamantrahmen wurden ursprünglich Blockketten zur Kraftübertragung zwischen Pedal und Hinterrad verwendet, typischerweise mit einem Zahnabstand (Teilung) von einem Zoll (2,54 cm) und einer Breite von 3/16 Zoll (4,7625 mm), um 1910 herum fand dann der Umstieg auf Rollenketten (1/2 Zoll Teilung, 3/32 Zoll Breite) statt. Bei Bahnmaschinen hielt sich die 1 Zoll-Teilung noch bis in die 1940er Jahre.